# بایندر (ناحیه)
بایندر (ترکی استانبولی: Bayındır) ناحیه‌ای در استان ازمیر کشور ترکیه و شهر مرکزی این ناحیه است که در دره کوچوک مندرس واقع شده‌است.

## تاریخ
نام آن در دوران باستان، کایستروس بود و در نزدیکی اسمیرنا قرار داشت. نام فعلی آن برگرفته از مردم ترک است که در قرن یازدهم میلادی در آنجا ساکن شدند. آنها اعضای ایل بایندر، یکی از ۲۴ قبیله اصلی ترکان اوغوز بودند. در سال ۱۹۹۷، جمعیت شهر ۱۸۱۰۰ نفر بود. این شهر با شاخه‌ای از راه‌آهن آیدین به ازمیر متصل است و تجارت زیتون، روغن زیتون، پنبه، انجیر، کشمش و تنباکو در آن رونق دارد.